# Schuyler Fisk
Pour les articles homonymes, voir Fisk.
Schuyler Fisk est une actrice, chanteuse et compositrice américaine née le 8 juillet 1982 à Charlottesville, en Virginie (États-Unis).
Elle est la fille aînée de la comédienne Sissy Spacek et du décorateur de cinéma Jack Fisk, collaborateur régulier de Brian De Palma et David Lynch.

## Filmographie

### comme actrice
- 1990 : Daddy's Dyin': Who's Got the Will? (en) de Jack Fisk : Little Sara Lee
- 1990 : Le Chemin de la liberté (The Long Walk Home) : Judy (Girl at Oak Park)
- 1991 : Le Mari de ma femme (en) (Hard Promises) de Martin Davidson : Mary
- 1994 : La Mère idéale (Trading Mom) : Suzy
- 1995 : The Baby-Sitters Club (en) : Kristy Thomas
- 1996 : My Friend Joe : Joe
- 2000 : Jour blanc (Snow Day) : Lane Leonard
- 2001 : Skeletons in the Closet : Robin
- 2002 : Orange County : Ashley
- 2005 : American Gun : Cicily
- 2005 : The Locrian Mode : Thora
- 2005 : Les Frères Scott (saison 2, épisode 19) : la cousine de Nathan
- 2006 : I'm Reed Fish : Jill Cavanaugh
- 2006 : New York, unité spéciale (Law & Order: Special Victims Unit) (saison 7, épisode 14) : Ella Christiansen
- 2011 : Restless de Gus Van Sant : Elizabeth Cotton

### comme compositrice
- 2005 : American Gun